# Moisés Carranza Castro
Mayor Moisés Carranza Castro fue un militar mexicano que participó en la Revolución mexicana. 

## Juventud
Nació en Cuatro Ciénegas, Coahuila el 4 de septiembre de 1891 siendo el octavo de los once hijos de Emilio Carranza Garza y de Rosaura Castro, así como sobrino de Venustiano Carranza. Cursó la primaria en Ocampo y luego en la Escuela de Comercio del Ateneo Fuente. Posteriormente, pasó un año en una academia militar estadounidense, pero al regresar al país se dedicó a la agricultura. 

## Revolución
Al estallar la lucha en 1910, sirvió como enlace entre los oposicionistas coahuilenses y los miembros de la Junta Revolucionaria de San Antonio, Texas. Al triunfo de la revolución maderista, trabajó en Sonora, y cuando la Decena Trágica, se dio de alta en las fuerzas sonorenses, luchando bajo las órdenes directas del general Álvaro Obregón y de Francisco Manzo. Fue herido en la batalla de Santa Rosa. Al pasar Venustiano Carranza por Sonora, Moisés ingresó a su Estado Mayor, el que pronto dejó para pasarse al de Jacinto B. Treviño. Después de la Toma de la Ciudad de México pasó de nuevo a las fuerzas de Francisco Manzo, para luchar contra los zapatistas. 
Fue Jefe del Detall de los Batallones rojos, por lo que tuvo una pequeña participación en la lucha contra los villistas. Al triunfar el constitucionalismo se retiró a la vida privada, pero retomó las armas en 1917 a las órdenes de Fernando Peraldí Carranza. Después del movimiento de Agua Prieta se retiró definitivamente a la vida privada.